# 11 de julho na Universíada de Verão de 2009
O dia 11 de julho de 2009 foi o décimo segundo e penúltimo dia de competições da Universíada de Verão de 2009. Foram disputadas nove modalidades e 42 finais. Nesse dia se encerraram o maior número de modalidades, sete: o basquetebol, a ginástica rítmica, o judô, a natação, o tênis, o tiro com arco e o voleibol. Restaram ainda em disputa apenas o atletismo e o polo aquático.

## Modalidades
| - Atletismo - Basquetebol - Ginástica rítmica | - Judô - Natação - Polo aquático | - Tênis - Tiro com arco - Voleibol |

## Campeões do dia
Esses foram os "campeões" (medalhistas de ouro) do dia:
| Medalhas de Ouro | Medalhas de Ouro             | Medalhas de Ouro | Medalhas de Ouro | Medalhas de Ouro | Medalhas de Ouro |
| Modalidades      | Evento                       | País             | Atleta(s) | Recorde          | Ref.             |
| ---------------- | ---------------------------- | ---------------- | --- | ---------------- | ---------------- |
| Atletismo        | 110m com barreiras masculino | China            | Yin Jing | PB               | [ 2 ]            |
| Atletismo        | 3.000m com obstáculos masc.  | Moldávia         | Ion Luchianov | SB               | [ 3 ]            |
| Atletismo        | Salto com vara masculino     | Rússia           | Alexander Gripich | —                |                  |
| Atletismo        | Meia maratona masculino      | China            | Zhao Ran | —                |                  |
| Atletismo        | 5.000m feminino              | Portugal         | Sara Moreira | —                |                  |
| Atletismo        | Meia maratona feminino       | Japão            | Chisato Saito | —                |                  |
| Atletismo        | Lançamento de peso feminino  | Cuba             | Mailín Vargas Escalona | —                |                  |
| Atletismo        | Salto triplo feminino        | Cuba             | Jarianna Martínez Iglesias | SB               | [ 4 ]            |
| Atletismo        | Heptatlo feminino            | Suécia           | Jessica Samuelsson | SB               | [ 5 ]            |
| Basquetebol      | Masculino                    | Sérvia           | Nikola Koprivica Milan Macvan Nemanja Protic Nemanja Bjelica Marko Keselj Strahinja Milosevic Vukasin Aleksic Miroslav Raduljica Marko Simonovic Ivan Paunic Dejan Borovnjak Vladimir Stimac | —                | [ 6 ]            |
| Basquetebol      | Feminino                     | Estados Unidos   | Ashley Houts Alexis Gray-Lawson Danielle McCray Danielle Robinson Tiffany Hayes Maya Moore Jeanette Pohlen Kayla Pederson Tina Charles Jacinta Monroe Jantel Lavender Ta'Shia Phillips       | —                | [ 7 ]            |

## Líderes do quadro de medalhas ao final do dia
| Ordem | País               | Medalha de ouro | Medalha de prata | Medalha de bronze |    |
| ----- | ------------------ | --------------- | ---------------- | ----------------- | -- |
| 1     | RUS Rússia         | 26              | 20               | 27                | 73 |
| 2     | CHN China          | 21              | 20               | 15                | 56 |
| 3     | JPN Japão          | 20              | 21               | 31                | 72 |
| 4     | KOR Coreia do Sul  | 20              | 11               | 15                | 46 |
| 5     | USA Estados Unidos | 13              | 13               | 11                | 37 |